# IUCN Dark Skies Advisory Group
Die Dark Skies Advisory Group, kurz DSAG, ist eine 2009 gegründete Arbeitsgruppe der Urban Conservation Strategies Specialist Group bzw. World Commission on Protected Areas (WCPA) der International Union for Conservation of Nature (IUCN). Sie definiert die Klassen für Lichtschutzgebiete im Rahmen der IUCN-Kategorien.